# Bement (Illinois)
Bement est un village situé au centre du comté de Piatt dans l'Illinois, aux États-Unis,. Il est incorporé le 25 août 1874.

## Démographie
Lors du recensement de 2010, le village comptait une population de 1 730 habitants. Elle est estimée, en 2016, à 1 696 habitants.

### Source de la traduction
- (en) Cet article est partiellement ou en totalité issu de l’article de Wikipédia en anglais intitulé « Bement, Illinois » (voir la liste des auteurs).